# Benjamin Raule
Benjamin Raule (Vlissingen, febbraio 1634 – Amburgo, 17 maggio 1707) è stato un armatore, corsaro e mercante olandese.
Fu l'ideatore ed il primo direttore generale della marina brandeburghese nonché fautore di diverse spedizioni coloniali del Brandeburgo nella seconda metà del XVII secolo con la fondazione della Brandenburgisch-Afrikanische Compagnie

## Biografia

### I primi anni
Raule proveniva da una famiglia ugonotta originaria delle Fiandre. La sua famiglia aveva raggiunto un discreto livello di ricchezza grazie all'attività dei suoi antenati che avevano svolto la professione di bucanieri nell'area compresa tra Dunkerque e la Zelanda. Rispettato cittadino, divenne anche consigliere comunale della città di Middelburg, capitale della provincia olandese della Zelanda e suo importante centro commerciale. Decise di intraprendere la carriera di mercante e uomo d'affari gestiva scambi di successo con la Francia, ma la Guerra d'Olanda del 1672 interruppe improvvisamente e pesantemente i suoi affari e gli provocò notevoli perdite di denaro nei suoi traffici

### Al servizio del Brandeburgo

#### Corsaro
Raule si rivolse nel 1675 al Brandeburgo, che all'epoca era in guerra con la Svezia, ed offrì all'elettore Federico Guglielmo i suoi servigi, con l'intento di riprendere l'attività piratesca. Da Federico Guglielmo, infatti, Raule ottenne una lettera di corsa da impiegare prevalentemente contro le navi svedesi così da indebolire la flotta nemica che ostacolava il Brandeburgo sul ruolo di potenza rilevante nel Baltico. Il Brandeburgo fece affidamento su tale aiuto contro il potere navale svedese, poiché disponeva solo di piccole forze navali proprie.
Raule equipaggiò un gruppo di corsari ad Amsterdam e con essi dirottò in breve tempo 21 navi mercantili svedesi. Ma i dirottamenti non trovarono alcun porto disponibile ad accogliere le navi conquistate, anzi la Repubblica delle Sette Province e l'Inghilterra iniziarono a perseguitare legalmente Raule e questi dovette liberare le navi e il loro carico. Di conseguenza, ancora più colpevole di prima e braccato ora anche nella sua terra natale, Raule fuggì a Berlino.

### La Marina Brandeburghese
A Berlino, Raule venne accolto trionfalmente e venne incaricato dal 1676 di costituire la prima vera Marina del Brandeburgo. Questa flotta da lui organizzata, di cui fu il primo direttore generale, condusse positivamente l'assedio di Stettino del 1677, l'assedio di Stralsund (1678) e l'invasione di Rügen (1678) riuscendo ad espandersi costantemente nel numero delle proprie navi. Nel 1680, infatti, navigavano già 28 navi sotto la bandiera di Brandeburgo.
Poiché l'Elettore aveva un conto aperto contro la Spagna e non riusciva a ripagare il proprio debito, Benjamin Raule aiutò anche in questo caso il governo brandeburghese nella cosiddetta "guerra dei capperi" contro l'Impero spagnolo, dove si segnalò per alcuni successi. A metà del 1680, un piccolo gruppo di otto navi con a bordo 172 cannoni si portò nell'Atlantico occidentale dove riuscì a dirottare due navi spagnole cariche d'argento e a venderle poi proficuamente in Giamaica. Particolarmente nota fu la successiva conquista della fregata Carolus Secundus nel settembre 1680. Il 20 febbraio 1681 Raule fu nominato "Direttore Generale della Marina" nel grado di Colonnello.
Raule si impegnò parallelamente a costruire attività commerciali all'estero. Dopo una prima spedizione commerciale in Africa occidentale nel 1680/81 fondò la Brandenburgisch-Afrikanische Compagnie nel 1682, che nel 1684 contava un totale di 30 navi commerciali e 10 navi impiegate tra Königsberg e Emden. Raule sostenne fortemente le aspirazioni coloniali del Grande Elettore. Grazie alla sua intraprendenza, nell'Africa occidentale, sulla Costa d'Oro, in quello che è ora il Ghana costituì con Otto Friedrich von der Groeben una piccola colonia e vi issò il 1 gennaio 1683 la bandiera del Brandeburgo. Fondò in quello stesso anno la colonia di Groß Friedrichsburg a Capo Three Points. Pose altre basi commerciali sull'isola Arguin nell'attuale Mauritania e sull'isola di Saint Thomas, ora parte delle Isole Vergini Americane. Lo sviluppo simultaneo di basi in Africa e nei Caraibi era utile al Brandeburgo per combinare il commercio di schiavi e l'importazione di zucchero presso la madrepatria.
Raule si impegnò anche nella costruzione di nuove navi per l'elettore. Nel 1687 fondò il cantiere di Havelberg dove in precedenza aveva avuto modo di commerciare proficuamente in legname. Tra il 1688 ed il 1698 per il Brandeburgo vennero costruite più di quindici navi, il che valse a Raule una grande considerazione e stima da parte dell'elettore.

#### Il declino sotto Federico III
Dopo la morte del "Grande Elettore" nel 1688, Federico III gli succedette come elettore del Brandeburgo. Benjamin Raule, che aveva ormai acquisito notevole potere ed influenza, oltre ad essere diventato molto ricco, non godeva della simpatia di Federico III che lo vedeva un arricchito alle spalle dello Stato e che trovò per questo il pretesto di arrestarlo. Tuttavia, il primo ministro e tutore per l'erede al trono Eberhard Danckelmann aveva fiducia in Raule e nei suoi successi e per questo riuscì a riabilitarlo nel 1690.
Inizialmente, anche il nuovo elettore dimostrò un notevole interesse per le spedizioni e continuò a costruire nuove navi. Tuttavia, quando le perdite iniziarono a superare i guadagni, Federico III perse interesse non solo nella marina nazionale ma anche nei commerci coloniali. Dal 1701 la flotta brandeburghese venne completamente chiusa.
L'attività di Benjamin Raule venne ridotta notevolmente ma non si spense del tutto: egli continuò a gestire i propri affari di commercio, avendo collezionato una fortuna considerevole, pur risiedendo nel suo castello.
Il sostenitore di Raule, Danckelmann, venne però coinvolto nel 1697 su un intrigo di corte ed in quell'occasione anche lo stesso Raule venne arrestato perché si riconobbe che Danckelmann era stato coinvolto in affari con lui. Federico III fece incarcerare Raule nel 1698 con l'accusa di appropriazione indebita di fondi nella cittadella Spandau. Tutte le sue proprietà vennero confiscate, malgrado il fatto che il suo caso venne infine archiviato.

### Gli ultimi anni
Nel maggio del 1702, Raule venne rilasciato con l'ordine di portarsi immediatamente a Emden. Sua moglie riuscì a vederlo a Spandau solo per poche ore. La sua unica figlia, morì davanti a lui.
Gli anni successivi, Raule li trascorse perlopiù a Emden in condizioni miserabili. Quando nel giugno del 1705, la sua casa di Emden era in condizioni tali da non essere più abitabile, gli venne permesso di trasferirsi ad Amburgo dove morì dopo una lunga malattia il 17 maggio 1707.

## Le proprietà di Raule

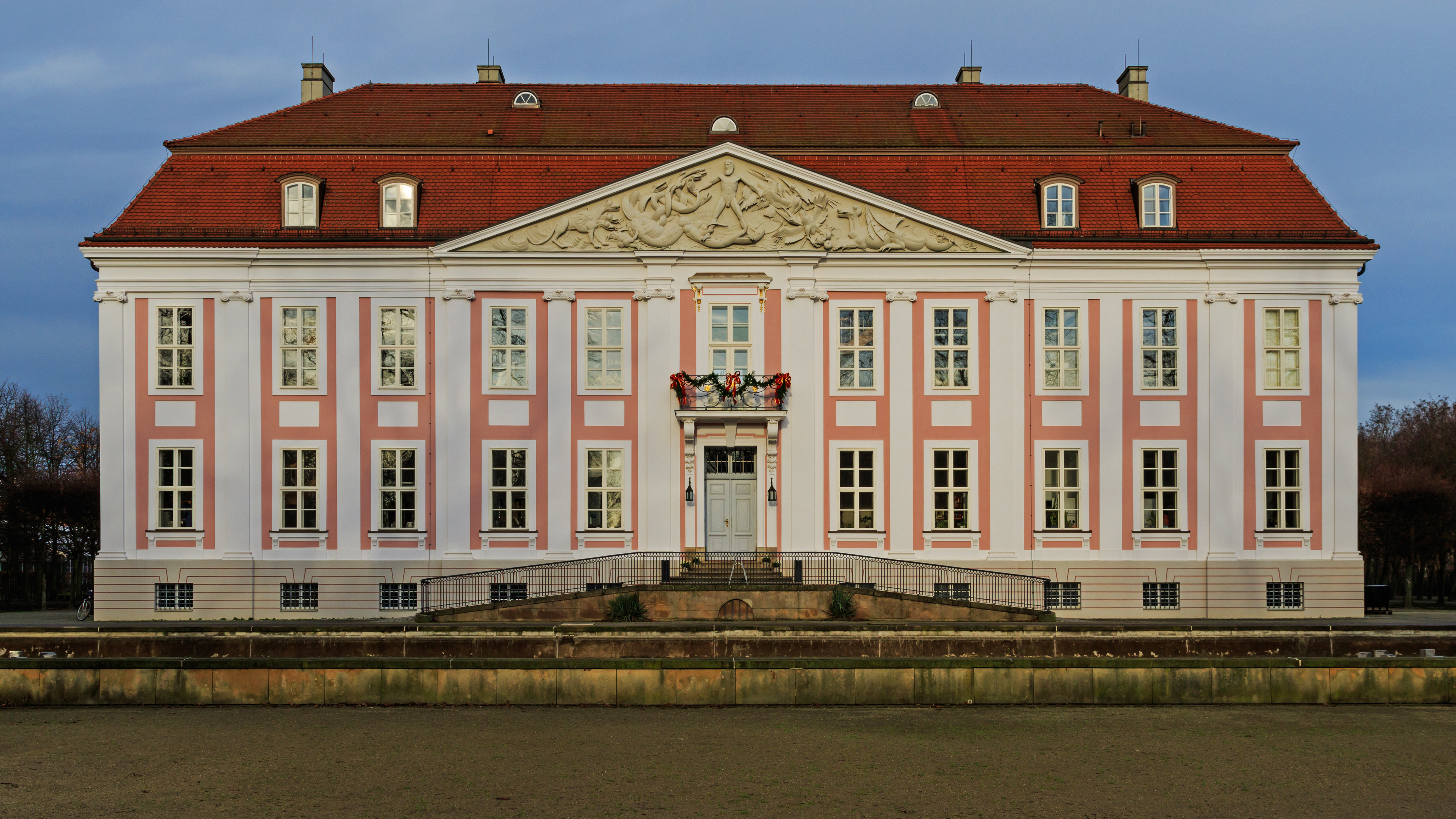
Il Castello di Friedrichsfelde che fu tra le proprietà di Raule

Negli anni della sua fortuna, Raule riuscì a raggruppare un discreto patrimonio che investì nel campo del commercio e delle proprietà. Nel 1678, Raule costruì l'edificio residenziale e commerciale "Raules Hof" sulle fondamenta di un ex Ballhaus di proprietà elettorale. L'edificio è ancora presente a Berlino alla Alte Leipziger Straße n.1, tra la Unterwasserstraße e la Adlerstraße. Durante gli anni in cui fu direttore della marina brandeburghese, la sua abitazione divenne de facto sede del ministero della marina.
Il Raules Hof nel XIX secolo ospitò la fabbrica di seta di Johann Adolph Heese. Intorno al 1935, la casa fu demolita e sul sito dell'abitazione venne eretto il mercato di Werder che copriva diverse strade e sopra il quale oggi si trova l'edificio del Ministero degli Esteri tedesco.
Al culmine della propria fortuna, nel 1682, Raule ottenne dal grande elettore il diritto di utilizzare a proprio piacimento i terreni posti presso il villaggio di Rosenfelde. Qui, dal 1685, Raule fece costruire un castello per sé e per la propria famiglia, in stile olandese, ed acquistò altri terreni al punto da ottenere nel 1696 il titolo di signore di Rosenfelde.
Il castello passò nel 1698 nelle mani del nuovo elettore Federico III., il quale nel 1699 ordinò la ridenominazione di Rosenfelde in Friedrichsfelde, nome con cui è conosciuto ancora oggi.